# Xenuroturris
Xenuroturris is een geslacht van weekdieren uit de klasse van de Gastropoda (slakken).

## Soorten
- Xenuroturris castanella Powell, 1964
- Xenuroturris emmae Bozzetti, 1993
- Xenuroturris gemmuloides Powell, 1967
- Xenuroturris legitima Iredale, 1929
- Xenuroturris millepunctata (G. B. Sowerby III, 1909)